# Расселл (водопад)
Ра́сселл (англ. Russell Falls) — водопад типа «многоуровневый каскад» в регионе Центральное нагорье на территории национального парка Маунт-Филд (Тасмания, Австралия) на реке Расселл-Фолс-Крик.
Водопад состоит из двух чётко выраженных каскадов, высотой 34 и 24 метра, таким образом, общая высота водопада составляет 58 метров. В 100 метрах выше по течению находится ещё один живописный водопад, называющийся Хорсшу («подкова»).
Добраться до водопадов удобнее всего с автодороги «Гордон-Ривер» (B61). Населённых пунктов, а тем более крупных, в окру́ге нет, лишь на расстоянии 10—15 километров расположены несколько небольших деревень, например, Мейдена (ок. 250 жителей), находящаяся в 11 километрах. Тем не менее, водопады являются популярной туристической достопримечательностью, подходы к ним вымощены.
Водопад Расселл, названный тогда Браунингс, был открыт примерно в 1856 году. К 1884 году он сменил своё имя на нынешнее, уже тогда он пользовался популярностью у туристов. В 1885 году водопад и его окрестности были объявлены природным резерватом. В 1899 году водопад Расселл был выбран одним из восьми изображений для набора почтовых марок Тасмании.

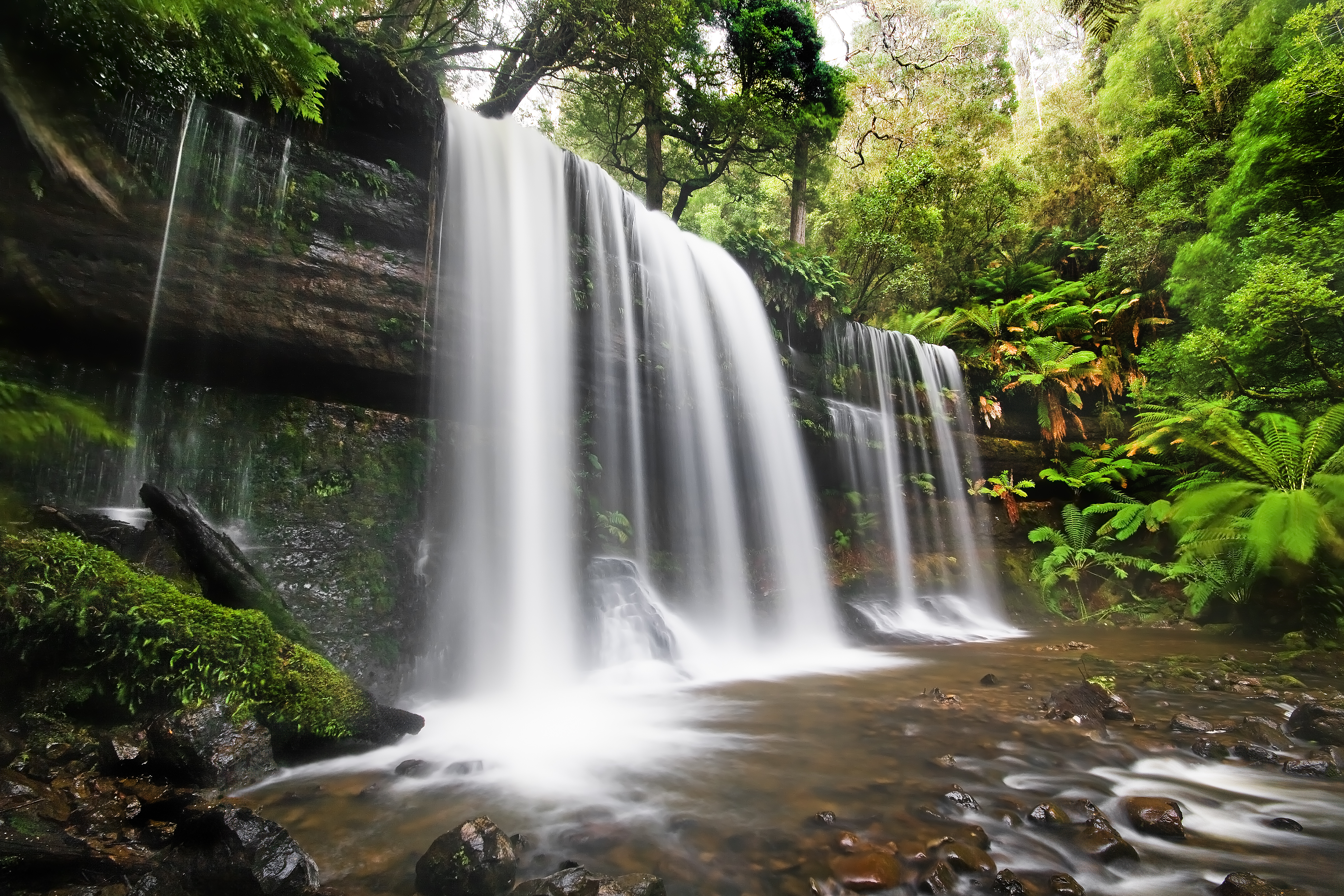
Нижний каскад
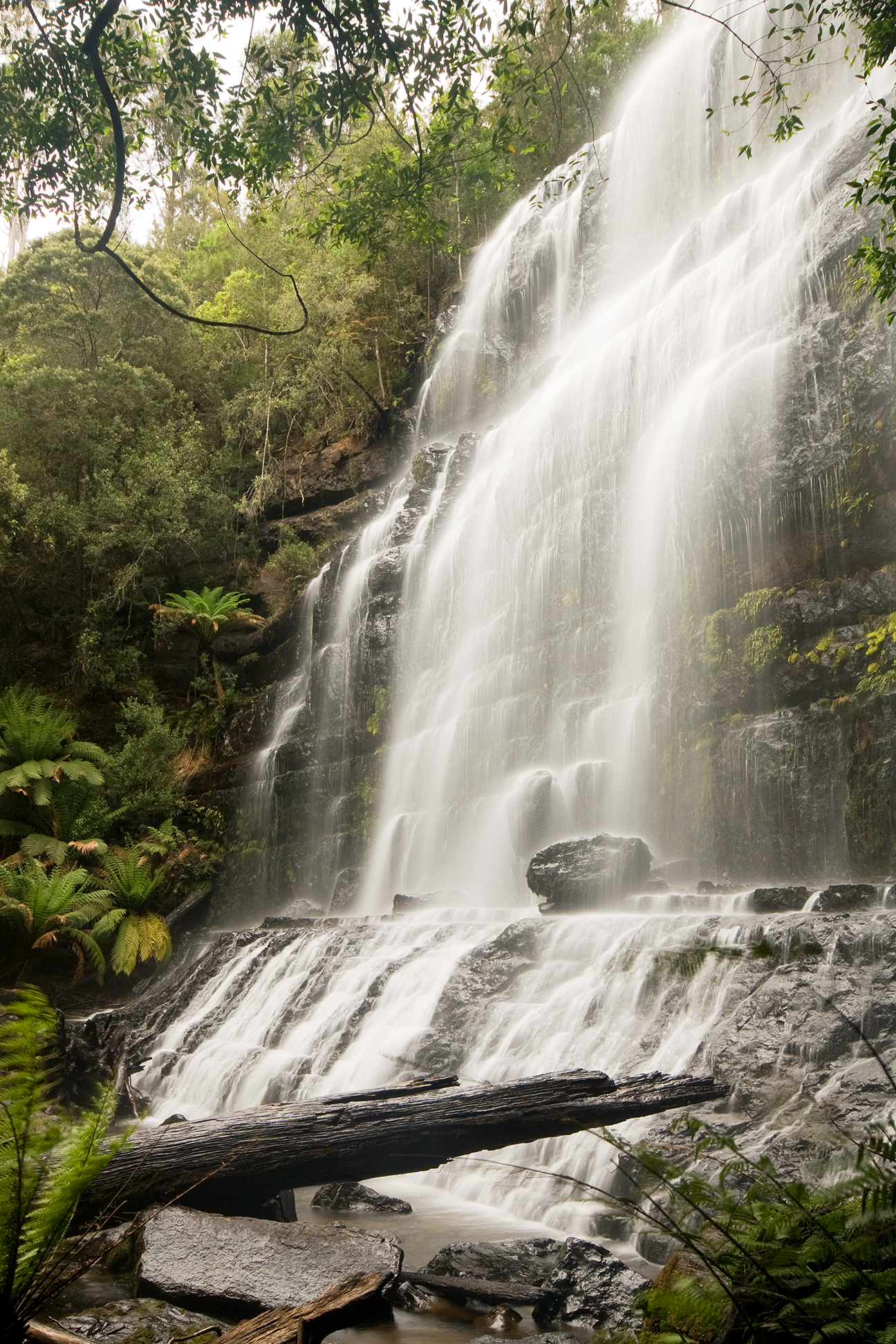
Верхний каскад
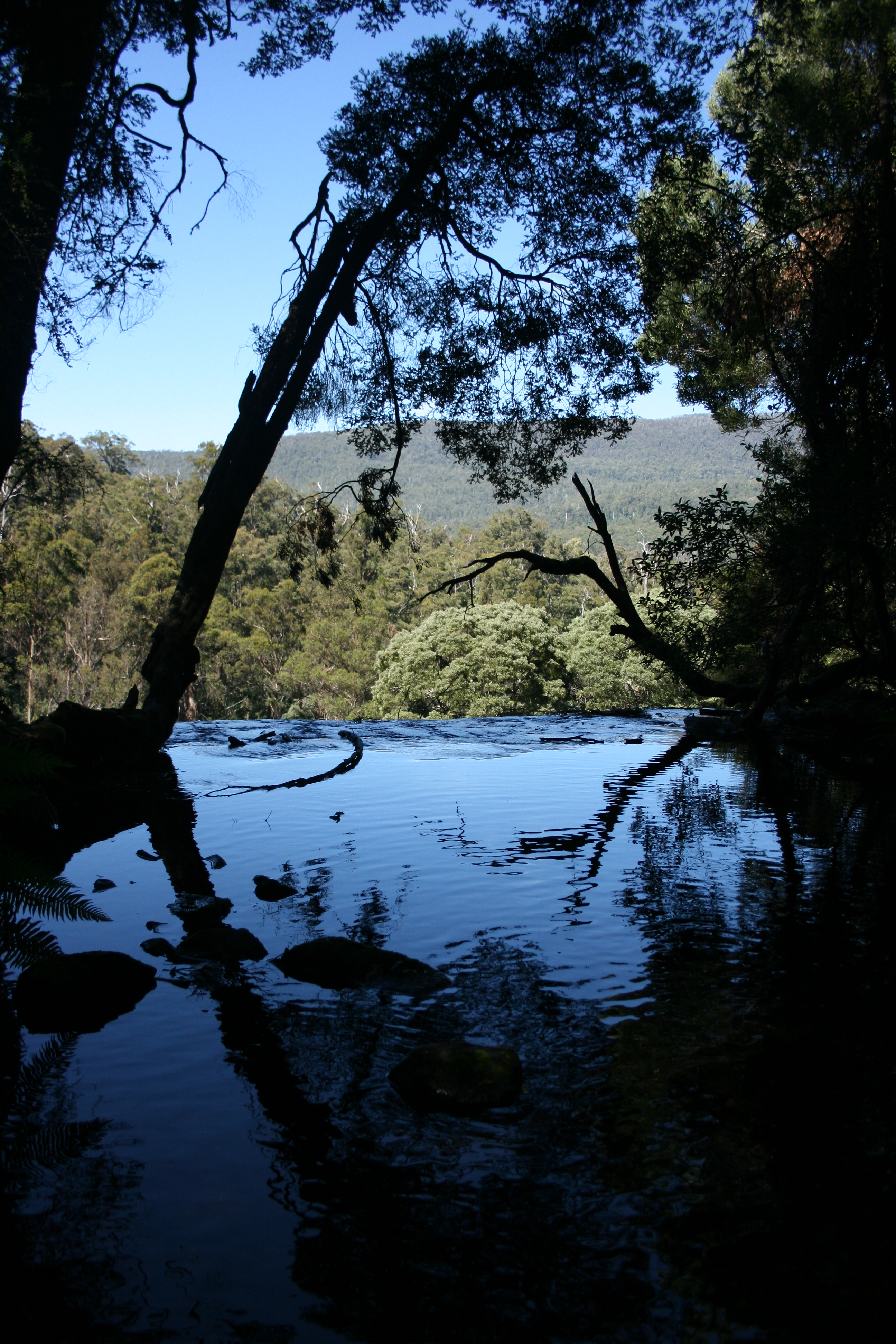
Вершина водопада
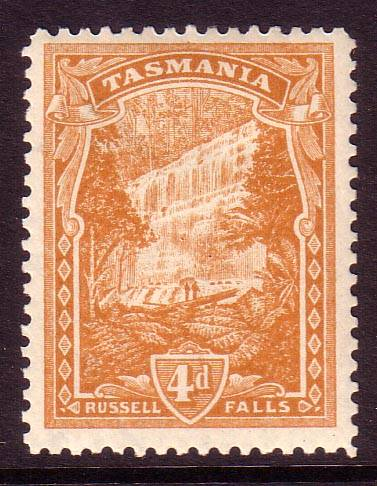
Марка Тасмании 1900 года